# Little Dragon
Little Dragon er en electronicagruppe fra Göteborg i Sverige.
Gruppen blev dannet i 2006 og består af Yukimi Nagano, Erik Bodin, Fredrik Källgren Wallin og Håkan Wirenstrand.

## Diskografi
- 2007: Little Dragon
- 2009: Machine Dreams
- 2011: Ritual Union